# Channel (삽화가)
channel(채널, channelcaststation)은 일본의 애니메이터이자 일러스트레이터이다. 2021년부터 X(구 트위터)를 통해 활동하기 시작했으며, 주로 보컬로이드 영상과 뮤직 비디오를 제작하고 있다.

## 작품
- 원신 HoYoFair 2024년 신년 영상 (2024년 1월)[1]
- 메스머라이저 (2024년 4월)[2]
- 니디 걸 오버도즈 초텐 생일 2주년 기념 영상 (2024년 7월)[3]
- 잡어 (2025년 3월)[4]
- 지금 바로 윤회 (2025년 8월)[5]